# Agente gasificante
Un agente gasificante o agente gasificador es un gas que se utiliza en el proceso termoquímico de gasificación para producir gas combustible a partir de un sustrato carbonoso (carbón, biomasa, etc.). El agente gasificante puede ser aire, oxígeno, vapor de agua o hidrógeno, que en las condiciones de alta temperatura de un gasificador interactúa con las fracciones devolatilizadas a partir del combustible y produce un gas combustible con poder calorífico variable en función del combustible sólido de origen, tipo de agente gasificante y condiciones del proceso termoquímico.  